# 1806 en musique classique
| \| • Retour à la chronologie générale de la musique classique • \| |
| Grèce • Rome • Haut Moyen Âge • VIIIe siècle • IXe siècle • Xe siècle • XIe siècle XIIe siècle • XIIIe siècle • XIVe siècle • XVe siècle • XVIe siècle • XVIIe siècle XVIIIe siècle • XIXe siècle • XXe siècle • XXIe siècle |
| • Retour à la chronologie générale de la musique classique • |

| Années en musique classique : 1803 - 1804 - 1805 - 1806 - 1807 - 1808 - 1809    |
| Décennies en musique classique : 1770 - 1780 - 1790 - 1800 - 1810 - 1820 - 1830 |

Cet article présente les faits marquants de l'année 1806 en musique.

## Événements
- 23 mars : Fidelio (version remaniée), opéra de Beethoven, créée à Vienne.
- 23 décembre : le Concerto pour violon en ré majeur op. 61 de Beethoven, créé au Theater an der Wien par Franz Clement.
- 26 décembre : création de Adelasia ed Aleramo (it) , opera seria en deux actes de Giovanni Simone Mayr, livret de Luigi Romanelli, au Teatro alla Scala de Milan

Date indéterminée
- Beethoven compose 32 variations en do mineur WoO 80 pour piano.
- Uthal, opéra de Méhul.

## Prix de Rome
1er Prix : Victor Bouteiller, 2e Prix : Gustave Dugazon avec la cantate Héro et Léandre.

## Naissances

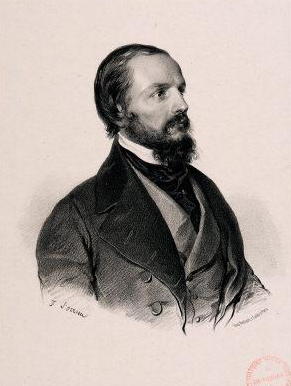
François Wartel

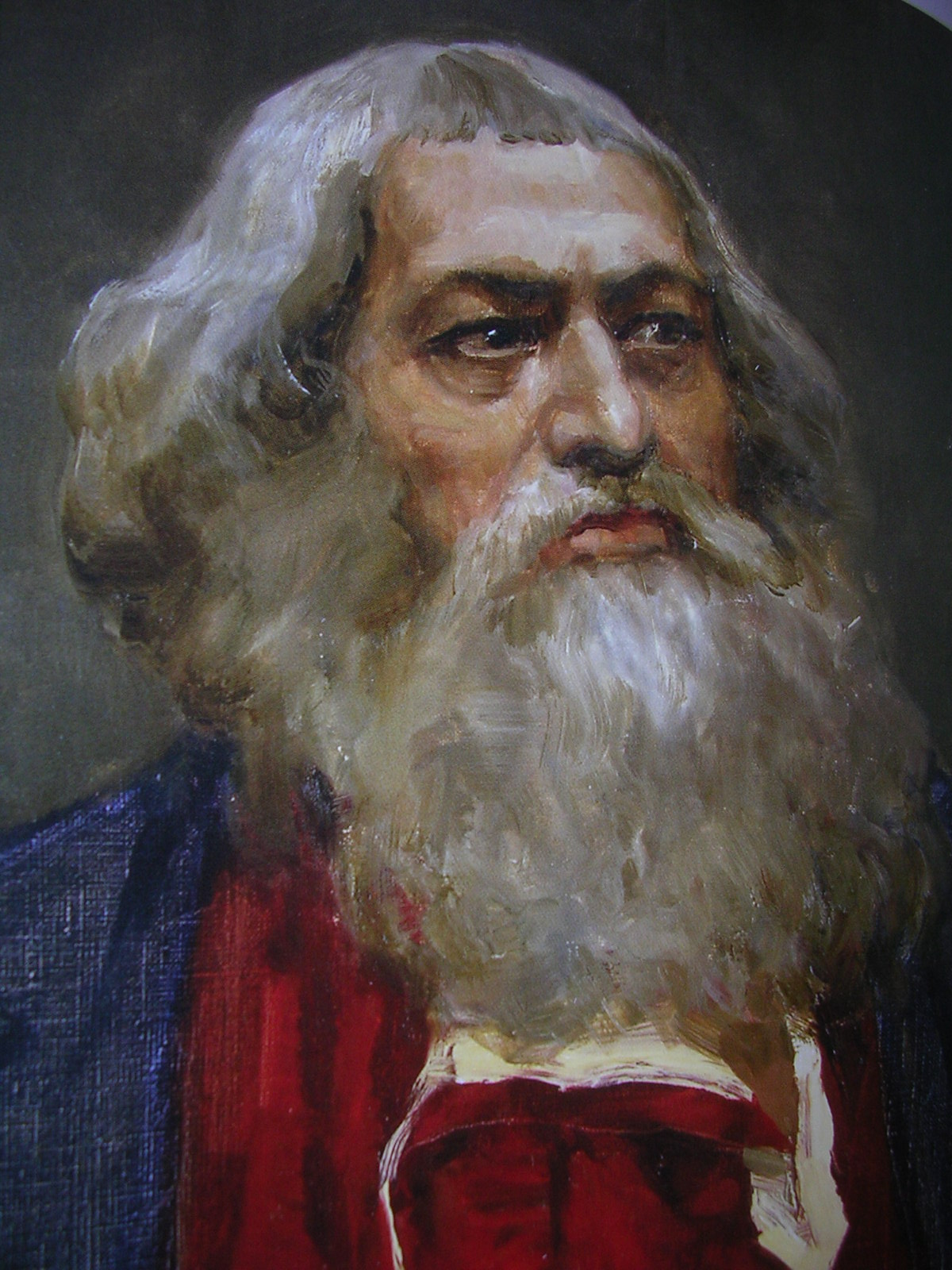
Osip Petrov

- 27 janvier : Juan Crisóstomo de Arriaga, violoniste et compositeur espagnol († 17 janvier 1826).
- 3 avril : François Wartel, chanteur d'opéra et professeur de chant († 3 août 1882).
- 27 juin : Alphonse Clarke, compositeur français († 4 décembre 1850).
- 31 juillet : Dumanoir, auteur dramatique et librettiste français († 16 novembre 1865).
- 17 août : Johann Kaspar Mertz, compositeur et guitariste autrichien († 14 octobre 1856).
- 21 août : Johannes Frederik Fröhlich, violoniste, chef d'orchestre et compositeur danois († 21 mai 1860).
- 29 octobre : Edward Collett May, organiste et professeur de musique britannique († 2 janvier 1887).
- 15 novembre : Osip Petrov, baryton russe († 12 mars 1878).
- 24 novembre : Victor Coche, flûtiste et compositeur français († 15 août 1881).
- 4 décembre : Friedrich Burgmüller, compositeur allemand († 13 février 1874).
- 6 décembre : Gilbert Duprez, ténor français († 23 septembre 1896).
- 10 décembre : Victor Caussinus, joueur d'ophicléide et compositeur français († 14 février 1900).

Date indéterminée
- Antonio Poggi, ténor lyrique italien († 15 avril 1875).
- Domingo Crisanto Delgado Gómez, compositeur espagnol († 1858)

## Décès
- 26 janvier : Christian Wilhelm Westerhoff, compositeur allemand (° 1763).
- 30 janvier : Vicente Martín y Soler, compositeur espagnol d'opéras et de ballets (° 2 mai 1754).
- 18 février : Brigida Banti-Giorgi, cantatrice italienne (° 1757).
- 16 mars : Giuseppe Colla, compositeur italien (° 4 août 1731).
- 4 avril : Joseph Zeidler, compositeur polonais (° 1744).
- 1er mai : Carl Cannabich, violoniste et compositeur allemand (° 11 octobre 1771).
- 10 août :
  - Michael Haydn, compositeur autrichien (° 14 septembre 1737).
  - Christian Kalkbrenner, compositeur et musicologue allemand (° 22 septembre 1755).

Date indéterminée
- Tommaso Giordani, compositeur italien (° 1730).